# GPS (canção de Maluma)
"GPS" é uma canção do cantor colombiano Maluma, com o rapper americano French Montana. Foi um dos três singles promocionais apresentados no curta-metragem X, e foi lançado em 24 de novembro de 2017, ao lado de "Vitamina" e "23" como um single promocional do próximo terceiro álbum de estúdio da Maluma, previsto para 2018. Foi escrito por Maluma, French Montana, Andrés Uribe, Kevin Maurício Jiménez Londoño, Byran Snaider Lezcano, Stiven Rojas, Mario Cáceres e Servando Primera, e foi produzido por Rude Boyz. O single promocional alcançou o número 35 no Billboard Hot Latin Songs e no número 84 no gráfico de músicas espanhol PROMUSICAE.

## Faixas
| Digital download |                                  |             |         |  |
| N.º              | Título                           | Producer(s) | Duração |  |
| 1.               | "GPS" (featuring French Montana) | Rude Boyz   | 3:36    |  |

## Desempenho nas paradas musicais

### Paradas semanais
| Chart (2017)                               | Maior posição |
| ------------------------------------------ | ------------- |
| Espanha (PROMUSICAE)                       | 84            |
| Estados Unidos (Billboard Hot Latin Songs) | 35            |

## Histórico de lançamento
| País  | Data                   | Formato          | Gravadora  | Ref.  |
| ----- | ---------------------- | ---------------- | ---------- | ----- |
| Mundo | 24 de novembro de 2017 | Digital download | Sony Latin | [ 4 ] |